# Йохана фон Хоенцолерн-Берг
Йохана Йозефина (Йозефа) Антония фон Хоенцолерн-Берг (на немски: Johanna! Josephina (Josepha) Antonia von Hohenzollern-'s Heerenberg; * 14 април 1727 в замък 'с-Хееренберг; † 22 февруари 1787 в Зигмаринген) от швабската линия на Хоенцолерните от Хоенцолерн-Зигмаринген е графиня от Хоенцолерн-Берг, наследничка на Берг, и чрез женитба княгиня на Хоенцолерн-Зигмаринген.
Тя е дъщеря на граф Франц Вилхелм фон Хоенцолерн-Берг (1704 – 1737) и съпругата му графиня Мария Катарина фон Валдбург-Цайл (1702 – 1739), дъщеря на фрайхер и граф Йохан Кристоф фон Валдбург-Цайл-Траухбург (1660 – 1720) и графиня Мария Франциска Елизабет фон Монфор (1668 – 1726).
Тя е внучка на княз Майнрад II фон Хоенцолерн-Зигмаринген (1673 – 1715) и графиня Йохана Катарина Виктория фон Монфорт-Тетнанг (1678 – 1759)
Йохана наследява 1738 г. графство Берг от брат си Йохан Баптист Йосеф Освалд Франц фон Хоенцолерн-Берг (* 24 юни 1728, замък 'с-Хееренберг; † 15 май 1781, замък Хайгерлох), понеже е обявен за неспособен да управлява.
Тя умира на 59 години на 22 февруари 1787 г. в Зигмаринген. Графството Берг е наследено от нейния най-голям син, който го губи през 1802 г.

## Фамилия
Йохана фон Хоенцолерн-Берг се омъжва на 2 март 1749 г. в замък Кайл близо до Тревес за княз Карл Фридрих фон Хоенцолерн-Зигмаринген (1724 – 1785), син на княз Йозеф Фридрих Ернст Майнрад Карл Антон фон Хоенцолерн-Зигмаринген (1702 – 1769) и първата му съпруга принцеса Мария фон Йотинген-Шпилберг (1703 – 1737). Той също е внук на нейния дядо княз Майнрад II (1673 – 1715) и графиня Йохана Катарина фон Монфорт-Тетнанг (1678 – 1759). Княжеската двойка започва да живее най-вече в нидерландските собствености на Йохана. Те имат 12 деца:
- Фридрих Йозеф Фиделис Антон (* 29 май 1750, Зигмаринген; † 17 август 1750, Зигмаринген)
- Йохан Баптист Фридрих Фиделис (*/† 18 август 1751, Зигмаринген, погребан в Хединген)
- Антон Йоахим Георг Франц (* 12 юли 1752, Зигмаринген; † 1 ноември 1752, Зигмаринген)
- Фиделис Йозеф Антон Франц (* 11 юли 1753, Зигмаринген; † 6 февруари 1754, Зигмаринген, погребан в Хединген)
- Йоахим Адам (* 15 авгхуст 1755, Зигмаринген; † 22 март 1756, Зигмаринген, погребан там)
- Йозеф Фридрих Фиделис (* 17 юни 1758, Зигмаринген; † 12 септември 1759, Зигмаринген)
- Франц Конрад Мария Фиделис (* 12 юли 1761, Зигмаринген; † 18 юли 1762, Зигмаринген)
- Антон Алойс Майнрад Франц фон Хоенцолерн-Зигмаринген (* 20 юни 1762, Зигмаринген; † 17 октомври 1831, Зигмаринген), княз на Хоенцолерн-Зигмаринген, женен 1782 г. за принцеса Амалия Цефирина фон Залм-Кирбург (1760 – 1841)
- Мария Франциска Анна Антония (* 8 август 1754, Зигмаринген; † 22 април 1755, Зигмаринген, погребана в Хединген)
- Фиделия Терезия Каролина Кресценция (* 27 октомври 1763, Зигмаринген; † 3 ноември 1763, Зигмаринген)
- Йохана Франциска Антония (* 3 май 1765, Зигмаринген; † 23 август 1790 в дворец Кирн), омъжена на 29 ноември 1781 г. в Страсбург за княз Фридрих III фон Залм-Кирбург († 25 юли 1794, гилотиран в Париж)
- Мария Кресценция (* 23 юли 1766, Зигмаринген; † 5 май 1844, дворец Холцен), „фрау фон Холцен“ на 12 юни 1813 г., омъжена 1807 г. за граф Франц Ксавер Фишлер фон Тройберг (* 1775; † 1 октомври 1835, Холцен)